# Ilka Popova
Ilka Popova (Sofia, 1 d'agost de 1905 - Sofia, 30 de maig de 1979) fou una mezzosoprano búlgara.
Filla del publicista Stephen Mavrodiev, es va iniciar en el món de la música el 1913 cantant en un cor infantil. El 1921 va començar la seva formació vocal amb Ivan Vulpe al Conservatori Estatal, i l’any següent, amb només disset anys, va debutar a l'Òpera de Sofia interpretant Amneris a l'òpera Aida de Verdi. Després d’acabar els estudis a Sofia, va ampliar la seva formació a diversos països europeus, incloent-hi Itàlia, Àustria i França. Amb 21 anys es va incorporar a l'Òpera de París, des d’on va projectar una carrera internacional destacada. Va esdevenir, a més, la primera cantant d’òpera búlgara que actuà a La Scala de Milà.
La Temporada 1932-1933 va cantar al Gran Teatre del Liceu de Barcelona.